# يعسوب الدين
يعسوب الدين، هو لقب أطلقه رسول الله على علي بن أبي طالب. ومعناه أنّه كما أنّ اليعسوب يكون دائماً متبوعاً من قبل سائر النحل، وليس في الخلية إلاّ يعسوب واحد، وهكذا فعلي بن أبي طالب واجب الاتباع من قبل المؤمنين (حسب الاعتقاد الشيعي).

## معنى اليعسوب
اليعسوب أو يعسوب النحل هو أميرها.
اليَعْسُوب: ملِكة النحل، وهي أُنثى، وكان العرب يظنونها ذكراً لضخامتها.
ويقال: هو يعسوبُ قومه: رئيسهُم وكبيرُهُم ومقدَّمُهُم. والجمع: يعاسيب.
قال في المحكم: اليعسوب أمير النحل، ثم كثر حتى سمّوا كل رئيس يعسوباً، وقال ثعلب: اليعسوب ذكر النحل الذي يتقدمها، ويحامي عنها».

## الأحاديث حول اللقب
قد ورد في عدة أحاديث أنّ رسول الله شبّه المؤمنين بالنحل في بعض الصفات، منها:
- روي في مسند أحمد: إِنَّ مَثَلَ الْمُؤْمِنِ لَكَمَثَلِ النَّحْلَةِ أَكَلَتْ طَيِّبًا، وَوَضَعَتْ طَيِّبًا، وَوَقَعَتْ، فَلَمْ تَكْسِر، ولم تُفْسِد.[4]
- روى الخوارزمي بإسناده عن رسول الله أنّه قال: «يا علي أنت سيد المسلمين وإمام المتقين وقائد الغر المحجلين ويعسوب الدين».[5]
- روى ابن المغازلي بإسناده قال: قال رسول الله: «يا علي إنك سيد المسلمين وقائد الغر المحجلين ويعسوب المؤمنين».[6]
- روى ابن حجر بإسناده عن علي أنّ النبي قال: «علي يعسوب المؤمنين والمال يعسوب المنافقين».[7][8]
- روى الهيثمي في مجمعه بسنده عن أبي ذر وسلمان قالا: أخذ النبي، بيد علي، فقال: إن هذا أول من آمن بي، وهذا أول من يصافحني يوم القيامة، وهذا الصديق الأكبر، وهذا فاروق هذه الأمة، يفرق بين الحق والباطل، وهو يعسوب المؤمنين، والمال يعسوب الظالمين.[9]
- قال الشنقيطي: «أخرج علي بن موسى الرضا عن علي قال: قال لي رسول الله: إنك سيد المسلمين وامام المتقين وقائد الغر المحجلين ويعسوب الدين».[10]
- قال الدميري: «ان النبي قال لعلي: أنت يعسوب المؤمنين والمال يعسوب الكفار وفي رواية: يعسوب الظلمة، وفي رواية يعسوب المنافقين، أي يلوذ بك المؤمنون ويلوذ الكفّار والظلمة والمنافقون بالمال، كما تلوذ النحل بيعسوبها، ومن هنا قيل لأمير المؤمنين علي: أمير النحل».[11]
- قال ابن أبي الحديد: «قول رسول الله: أنت يعسوب الدين والمال يعسوب الظلمة».[12]
- قال الزبيدي: «وفي حديث علي: أنا يعسوب المؤمنين، والمال يعسوب الكفار، وفي رواية: المنافقين أي يلوذ بي المؤمنون، ويلوذ بالمال الكفار أو المنافقون، كما يلوذ النحل بيعسوبها، وهو مقدمها وسيدها».[13]
- روى القندوزي عن أبي ذر، قال: «سمعت رسول الله يقول لعلي: أنت أول من آمن بي وأنت أول من يصافحني يوم القيامة، وأنت الصديق الأكبر، وأنت الفاروق الذي يفرّق بين الحق والباطل، وأنت يعسوب المسلمين والمال يعسوب الكفار».[14]

## مواضيع ذات صلة
- علي بن أبي طالب
- الولاية
- نهج البلاغة
- قائد الغر المحجلين

## وصلات خارجية
- دلائل تلقيب علي بن أبي طالب بيعسوب الدين

## الهوامش
1. ↑  دلالة تلقيبه (عليه السلام) بيعسوب الدين-aqaed.com نسخة محفوظة 22 يوليو 2014 على موقع واي باك مشين.
2. ↑  المعجم االوسيط
3. ↑  فيض القدير في شرح الجامع الصغير ج4 ص358 رقم 5600
4. ↑  مسند أحمد، ج2، ص199.
5. ↑  المناقب، الفصل التاسع عشر ص210
6. ↑  مناقب علي بن أبي طالب ص65 رقم 93
7. ↑  الصواعق المحرقة ص75 الحديث 37
8. ↑  ورواه المتقي في منتخب كنز العمال بهامش مسند أحمد ج5 ص31
9. ↑  مجمع الزوائد ج 9، ص 102
10. ↑  كفاية الطالب ص84
11. ↑  حياة الحيوان ج2 ص412
12. ↑  شرح نهج البلاغة ج1 ص4 طبعة مصر
13. ↑  تاج العروس ج1 ص381
14. ↑  ينابيع المودة ص62